# Les Mauvais Garçons
Singles de Johnny Hallyday
Dis-lui que j'en rêve
(1964) J'ai oublié de me souvenir
(1964)
Les Mauvais Garçons est une chanson de Johnny Hallyday. Elle a été publiée en EP en 1964.

## Développement et composition
La chanson a été écrite par Ralph Bernet, Johnny Hallyday et Eddie Vartan. L'enregistrement a été produit par Lee Hallyday.

## Liste des pistes
EP 7" 45 tours Les Mauvais Garçons / Pour moi tu es la seule / Ça fait mal / Pour moi tu es la seule (1964, Philips 432.905 BE)
A1. Les Mauvais Garçons (1:57)
A2. Ça fait mal (It Hurts Me) (2:26)
B1. Pour moi tu es la seule (Sweet Loving Mamma) (2:58)
B2. Mais je reviens (I'm the Lonely One) (2:15)

## Classements hebdomadaires
| Classement (1964)                       | Meilleure position |
| --------------------------------------- | ------------------ |
| France                                  | 3                  |
| Belgique (Wallonie Ultratop 50 Singles) | 7                  |

| Classement de la réédition (2000) | Meilleure position |
| --------------------------------- | ------------------ |
| France (SNEP)                     | 35                 |